# ジュラ・ボルベーイ
ジュラ・ボルベーイ（Gyula Borbély, 1930年3月2日 - 1981年4月29日は、ハンガリー出身の指揮者。
ミシュコルツの出身。1948年にリスト・フェレンツ音楽専門学校に入学し、アルノルト・セーケイにピアノ、ヤーノシュ・ヴィシュキに作曲、ラースロー・ショモギーに指揮法をそれぞれ師事。1953年からハンガリー国立歌劇場の歌手トレーナーの職に就き、1955年から同歌劇場の指揮者となった。1964年にリスト・フェレンツ賞、1977年にハンガリー優秀芸術家賞をそれぞれ受賞している。
ブダペストにて没。

## 註
| スタブアイコン | サブスタブ | この項目は、まだ閲覧者の調べものの参照としては役立たない、音楽関係者（バンド等）に関連した書きかけの項目です。この項目を加筆・訂正などしてくださる協力者を求めています（P:音楽/PJ:芸能人）。 |